# کاروان‌سرای کبوترخان

تصویری از کاروانسرای کبوترخان

کاروانسرای کبوترخان در کیلومتر ۳۵ جاده اصلی رفسنجان – کرمان در روستای کبوترخان ساخته شده‌است. این اثر با شمارهٔ ثبت  ۶۱۲۷ به‌عنوان یکی از آثار ملی ایران به ثبت رسیده است. برخی با اشاره به سنگ نوشته موجود در سر در این کاروان سرا سابقهٔ آن را مربوط به ابتدای زندیه می‌دانند به باوری دیگر قدمت این کاروانسرا به دوران صفویه می‌رسد. کل مساحت این بنا ۲۰۰۰ متر مربع است که از این مقدار حدود ۴۰۰ متر آن حیاط و باقی دیگر فضای سر پوشیده می‌باشد. گفته می‌شود گنجعلیخان والی کرمان به دستور شاه عباس چندین کاروانسرای معروف به شاه عباسی در مسیر یزد به کرمان ساخت که کاروانسراهای کرمانشاه، شمش، انار، کشکوئیه، کبوترخان از آن جمله می‌باشند.